# José Clemente Orozco
José Clemente Ángel Orozco Flores (29. prosinca 1896., Ciudad Guzmán, Meksiko — 7. listopada 1949., Ciudad de Mexico) bio je meksički slikar i grafičar, najpoznatiji po svojim monumentalnim muralima (zidnim slikama). S Diegom Riverom i Davidom Alfarom Siqueirosom smatra za jednog od vođa tzv. "meksičkog muralizma". Ova škola slikarstva je kombirala staru meksičku slikarsku tradiciju s modernim europskim stilovima. 

## Životopis
Orozco je rođen u mjestu Zapotlán el Grande (sada Ciudad Guzmán) i kao dječak je izgubio lijevu ruku u igri s barutom. Nakon što je završio srednju školu za poljoprivredu i arhitekturu, Orozco je studirao na Likovnoj akademiji San Carlos u gradu Meksiku.
1920-ih započinje svoje najpolodnije razdoblje meksičkog muralizma, donekle inspirirano talijanskim freskoslikarstvom a dijelom soc-realizmom, te slika murale sa socijalnim i nacionalnim temama u javnim zgradama grada Meksika. Od 1922. – 24., Orozco je oslikao zidove zgrade Nacionalnog obrazovanja, a 1925. zidove "Kuće pločica" u gradu Meksiku, a 1926. zid Industrijske škole u Orizabi, Veracruz.
Nakon atentata na generala Obregona i političkih promjena koje su uslijedile u Meksiku, nova vlada nije tolerirala dvosmislene političke poruke meksičkih muralista i oni su morali napustiti državu. Za vrijeme Rooseveltovog New Deala u SAD-u (1927. – 34.), Orozco je slikao velike murale na zidovima u New Yorku, New Hampshireu i Kaliforniji. Njeovi murali na Sveučilištu Dartmouth u New Hampshiru, gdje je oslikao više od 3.000 m² i načinio neke od svojih remek-djela, su utjecali na mnoge umjetnike u SAD-u, ali i cijeloj Latinskoj Americi.
Po povratku u Meksiko 1934., Orozco je oslikao zidove slavnog Hospicija Cabañasa u Guadalajari. God. 1940. oslikao je knjižnicu Gabino Ortiz u Jiquilpanu (Michoacán), a od 1942. – 44. godine Isusov hospicij (Hospital de Jesús) u gradu Meksiku. "Preporođeni Juárez" iz 1948. godine je bio njegov posljednji mural, preminuo je i sahranjen sljedeće godine u gradu Meksiku.

## Djela
On je bio najkompleksniji meksički muralist koji je pored nacionalističkih tema slikao ljudsku patnju i bio je zapanjen formom strojeva. Na njega je formalno najviše utjecao simbolizam, dok je sadržajno bio pod utjecajem komunizma, te je bio jako politički angažiran, osobito za prava seljaka i radnika.
Njegova freska "Izgarajući čovjek" (Hombre de fuego) u kupoli Hospicija Cabañas u Guadalajari, kojeg je oslikao od 1936. – 39. godine, smatra se remek-djelom meksičke umjetnosti.
Njegovi crteži i prenosive slike su uglavnom izložene u muzeju Carrillo Gil (Ciudad de mexico) i Radionici Orozco u Guadalajari.
- Miguel Hidalgo y Costilla u guvernerovoj palači Guadalajara (Jalisco) (1935.)
- Jedna četvrtina murala u Sveučilištu Dartmouth u New Hampshiru
- Orozcova freska s prikazom osnivača hospicija Cabañas, Juana Cruza Ruiza de Cabañasa (1936.)
- Spomenik na Orozcovom grobu u gradu Meksiku
- Spomenik Orozcu u Guadalajari

## Vanjske poveznice
- Orozco  Arhivirana inačica izvorne stranice od 20. prosinca 2008. (Wayback Machine) na MexConnect.com (engl.)
- Orozco: Man of Fire dokumentarni film